# Stains

Stains en la Petite Couronne.

 Stains  es una comuna (municipio) de Francia, en la región de Isla de Francia, departamento de Sena-San Denis, en el distrito de Saint-Denis. La comuna forma ella sola el cantón de su nombre.
Está integrada en la Communauté d’agglomération Plaine Commune.

## Demografía
| 1 080 | 987 | 809 | 829 | 993 | 936 | 1 046 | 932 | 1 038 | 1 280 | 1 571 | 1 448 | 1 577 | 1 868 | 2 288 | 2 500 | 2 707 | 2 959 | 3 102 | 3 584 | 5 641 | 10 081 | 14 539 | 17 604 | 18 382 | 19 028 | 27 503 | 32 169 | 35 545 | 36 079 | 34 879 | 32 839 | 34 663 |
| Para los censos de 1962 a 1999 la población legal corresponde a la población sin duplicidades (Fuente: INSEE [Consultar]) |     |     |     |     |     |       |     |       |       |       |       |       |       |       |       |       |       |       |       |       |        |        |        |        |        |        |        |        |        |        |        |        |

Forma parte de la aglomeración urbana parisina.